# Hamma brevicornis
Hamma brevicornis är en insektsart som beskrevs av Boulard 1968. Hamma brevicornis ingår i släktet Hamma och familjen hornstritar. Inga underarter finns listade i Catalogue of Life.